# Francesco Aldi
Francesco Aldi (* 17. September 1981 in Palermo) ist ein ehemaliger italienischer Tennisspieler und heutiger -trainer.

## Karriere
Aldi spielte zwischen 1996 und 1999 auf der ITF Junior Tour. Dort nahm er je dreimal im Einzel und Doppel an Grand-Slam-Turnieren teil, wo sein bestes Resultat 1999 bei den Australian Open 1999 erfolgte. Im Einzel und Doppel zog er ins Halbfinale ein. Auf dem Weg schlug er u. a. Andy Roddick, bevor er von Kristian Pless gestoppt wurde. Da er ansonsten nur sehr wenige Turniere spielte, wurde die beste Platzierung in der Junioren-Rangliste Platz 49 im Einzel und Platz 51 im Doppel.
Bei den Profis spielte Aldi in den ersten Jahren vorrangig auf der ITF Future Tour, wo er im Einzel 2001 seinen ersten Titel gewann, im Doppel kamen 2001 und 2002 zwei weitere hinzu. 2003 war er das erste Mal auch bei Turnieren der höher dotierten ATP Challenger Tour erfolgreich, indem er in Genua und Tumkur das Viertelfinale und in der Weltrangliste die Top 300 erreichte. In Palermo kam Aldi dank einer Wildcard zudem zu seinem Debüt auf der ATP Tour.
Das Jahr 2004 wurde zu einem der besten in Aldis Karriere. In Palermo schied er mit einer Wildcard erneut in der ersten Runde aus, diesmal gegen Fernando Verdasco. Den Rest der Saison spielte er fast ausschließlich Challengers. Dort stand er bei 13 Turnieren mindestens im Viertelfinale, 6 Mal im Halbfinale und in Trani, Manerbio und Rom unterlag er erst im Endspiel; auch das Doppelfinale von Rom erreichte er. Mit Óscar Hernández besiegte er erstmals einen Spieler der Top 100. Mit Rang 134 im Einzel erreichte Aldi die beste Platzierung in seiner Karriere am Jahresende. 2005 überraschte Aldi bei seinem Heimturnier in Palermo, wo er das dritte Mal in Folge mit einer Wildcard startete, mit einem Sieg gegen die Nummer 13 der Welt, David Ferrer, den er deutlich mit 6:2, 6:2 besiegte. Bei den Challengers in Sanremo und Mantua verlor er auch sein viertes und fünftes Finale gegen Novak Đoković respektive Giorgio Galimberti. Platz 111 im Juli 2005 wurde zum Karrierehoch seiner Einzelkarriere, im Doppel stieg er zur selben Zeit bis auf Platz 175 auf, was er ebenfalls nicht mehr übertraf. Bei der Qualifikation zu Grand-Slam-Turnieren schaffte er es in diesem Jahr nicht über die zweite Runde der Australian und French Open hinaus; insgesamt zog er nie in ein Hauptfeld ein.
Im folgenden Jahr verlor Aldi wegen Verletzungen an Boden in der Rangliste. Er konnte längere Zeit nicht spielen und schaffte es 2006 nur einmal in ein Viertelfinale eines Challengers, sodass er am Jahresende nur noch auf Platz 482 stand. Im Doppel triumphierte Aldi in Sassuolo und Cordenons zwei weitere Male bei Challengers, fiel aber auch dort aus den Top 300. Im Mai 2007 kehrte Aldi auf die Tour zurück und kletterte schnell wieder im Ranking. Er gewann seinen zweiten Future-Titel. Auf er Challenger Tour schied er zweimal erst in der Runde der letzten Vier aus, in Sanremo krönte er sich nach fünf verlorenen Finals zu seinem ersten Turniersieg. Im Finale besiegte er seinen Landsmann Fabio Fognini. Er schloss damit das Jahr wieder unter den besten 250 der Welt ab.
Die folgenden Jahre setzte sich allerdings ein Abwärtstrend fort. 2008 war nur zweimal das Viertelfinale sein bestes Resultat auf der Challenger Tour, wodurch er erneut aus den Top 400 fiel. 2009 kam er nur einmal über die zweite Runde hinaus und stand in Brașov im Halbfinale. Wegen seines niedrigeren Rankings musste er wieder bei Futures antreten, wo er von vier erreichten Endspielen zwei gewann. 2010 verlief ähnlich: aus drei Future-Endspielen zog er seinen fünften Titel auf dieser Ebene, der auch sein letzter sein sollte. Zweimal stand er bei Challengers noch im Viertelfinale, die Leistungen rief er im Einzel aber nicht mehr so konstant ab, um sich in den Top 300 zu halten. In den letzten zwei Jahren seiner Karriere bis 2011 legte Aldi seinen Fokus etwas mehr auf das Doppel, wo er sich noch in den Top 400 halten konnte. In San Benedetto stand er 2010 im Doppel das letzte Mal im Challenger-Endspiel. Mit insgesamt sieben Future-Titel schloss er seine Karriere im Doppel ab, zwei waren in seinem letzten Jahr 2011 noch hinzugekommen. 2012 ging er nur noch bei sehr wenigen Turnieren an den Start.
Von 2005 bis 2010 war Aldi jedes Jahr für verschiedene Teams in der 1. oder 2. Tennis-Bundesliga aktiv. Ab der Saison 2017 war Aldi für den RTHC Bayer Leverkusen auch in der Bundesliga der Ü30-Herren aktiv.
Nach seiner aktiven Zeit begann Aldi in der Tennisakademie Enjoy Tennis Academy in Rom als Leiter zu arbeiten. Er betreute und trainierte Tennisspieler wie Annika Beck, Roberto Marcora, Filippo Baldi, Alessandro Bega und Andrea Pellegrino.

## Erfolge
| Legende (Anzahl der Siege) |
| Grand Slam                 |
| ATP Finals                 |
| ATP Tour Masters 1000      |
| ATP Tour 500               |
| ATP Tour 250               |
| ATP Challenger Tour (4)    |

### Einzel

#### Turniersiege
| Nr. | Datum        | Turnier | Belag | Finalgegner   | Ergebnis       |
| --- | ------------ | ------- | ----- | ------------- | -------------- |
| 1.  | 20. Mai 2007 | Sanremo | Sand  | Fabio Fognini | 7:5, 6:74, 6:4 |

### Doppel

#### Turniersiege
| Nr. | Datum           | Turnier   | Belag | Partner       | Finalgegner                     | Ergebnis |
| --- | --------------- | --------- | ----- | ------------- | ------------------------------- | -------- |
| 1.  | 15. Mai 2005    | Sanremo   | Sand  | Tomas Tenconi | Manuel Jorquera Dmitri Tursunow | 6:4, 6:3 |
| 2.  | 11. Juni 2006   | Sassuolo  | Sand  | Tomas Tenconi | Pablo Andújar Leonardo Azzaro   | 6:0, 6:1 |
| 3.  | 20. August 2006 | Cordenons | Sand  | Lovro Zovko   | Marco Crugnola Marco Pedrini    | 6:4, 6:3 |